# Elecciones generales de Groenlandia de 2025
Las elecciones generales de Groenlandia se celebraron el 11 de marzo de 2025.Se eligieron a los 31 miembros del parlamento groenlandés, Inatsisartut. El partido ganador fueron los social-liberales de Demokraatit al conseguir 29,9% de los votos, correspondientes a 10 escaños, lo que permitió que su líder, Jens Frederik Nielsen, fuera elegido como primer ministro.

## Contexto
Las elecciones debían celebrarse a más tardar el 6 de abril de 2025, 4 años después de las elecciones generales de 2021. El 4 de febrero de 2025, el primer ministro groenlandés, Múte Bourup Egede, propuso celebrar las elecciones el 11 de marzo. Normalmente, deben transcurrir al menos 6 semanas entre la convocatoria de unas elecciones y su celebración. Como la fecha electoral del 11 de marzo no cumpliría este plazo, la fecha de las elecciones tuvo que ser aprobada por el Inatsisartut, que aprobó por unanimidad la propuesta el mismo día de su presentación.
El tema más importante de la elección fue la independencia. El gobierno declaró en febrero de 2024 que su objetivo es la independencia. En una conferencia de prensa a principios de 2025, el primer ministro independentista Múte B. Egede dijo que "ya se ha empezado a trabajar en la creación del marco para Groenlandia como Estado independiente" y aparentemente insinuó que podría celebrarse un referéndum de independencia en abril de 2025, coincidentemente con las elecciones.El nuevo partido Qulleq, centrado en la independencia groenlandesa, fundado en 2023 y sin participación en elecciones anteriores, fue aceptado para presentarse logrando los apoyos de votantes necesarios, convirtiéndose en el sexto partido en participar en esta elección.
Sin embargo, después de que el presidente electo estadounidense Trump renovara su demanda de propiedad de Groenlandia, Egede restó importancia a cualquier idea de independencia inmediata y, en su lugar, subrayó la necesidad de reformas en la cooperación entre los gobiernos de Dinamarca y Groenlandia en una conferencia de prensa en Copenhague el 10 de enero de 2025. En una entrevista en Fox News el 16 de enero, Egede declaró que los groenlandeses no desean formar parte de los EE. UU.y una encuesta mostró ese mes que el 85% de los encuestados se oponían a la idea.
Durante la legislatura 2021-2025, Múte B. Egede, líder del mayor partido de Inatsisartut, Inuit Ataqatigiit, fue jefe de Gobierno de Groenlandia, primero en 2021-2022 en coalición con Naleraq y después 2022-2025 en coalición con el segundo mayor partido, Siumut. El gobierno contó con una mayoría de más de dos tercios en el Inatsisartut saliente.El alto nivel de atención extranjera, especialmente estadounidense, sobre la isla también llevó al Inatsisartut saliente a aprobar un proyecto de ley que prohibía tanto las donaciones extranjeras como las anónimas justo antes de que se convocaran las elecciones.

## Sistema electoral
Los 31 miembros del Inatsisartut son elegidos por representación proporcional en una única circunscripción nacional. Los escaños se asignan mediante el método d'Hondt. Tienen derecho a voto todas las personas con ciudadanía danesa que hayan cumplido 18 años y hayan residido permanentemente en Groenlandia durante los últimos seis meses. También pueden votar los groenlandeses que residen temporalmente en Dinamarca u otros países, como los aproximadamente 500 estudiantes groenlandeses en Dinamarca y los usuarios de la residencia de pacientes groenlandeses en Copenhague.

## Partidos participantes
Se presentaron un total de seis partidos y 213 candidatos:
| Letra | Letra | Nombre de partido                   | Líder                 | Resultado 2021 | Resultado 2021 | Escaños finales | Candidatos |
| Letra | Letra | Nombre de partido                   | Líder                 | Votos          | Escaños        | Escaños finales | Candidatos |
| ----- | ----- | ----------------------------------- | --------------------- | -------------- | -------------- | --------------- | ---------- |
|       | IA    | Comunidad Inuit Inuit Ataqatigiit   | Múte Bourup Egede     | 37,44%         | 12/31          | 12/31           | 39         |
|       | S     | Adelante Siumut                     | Erik Jensen           | 30,10%         | 10/31          | 10/31           | 51         |
|       | N     | Punto de Orientación Naleraq        | Hans Enoksen          | 12,26%         | 4/31           | 4/31            | 62         |
|       | D     | Demócratas Demokraatit              | Jens Frederik Nielsen | 9,25%          | 3/31           | 3/31            | 25         |
|       | A     | Sentimiento de la Comunidad Atassut | Aqqalu Jerimiassen    | 7,08%          | 2/31           | 2/31            | 20         |
|       | Q     | Qulleq                              | Karl Ingemann         | Nuevo          | 0/31           | 0/31            | 16         |

## Encuestas de opinión
| Encuesta          | Fecha          | IA            | Siumut      | Naleraq | Demokraatit | Atassut | NQ   | SA  | Otros | Dif. |   |   |     |     |
| ----------------- | -------------- | ------------- | ----------- | ------- | ----------- | ------- | ---- | --- | ----- | ---- | - | - | --- | --- |
| Encuesta          | Fecha          | Elección 2025 | 11 Mar 2025 | 21,4    | 14,7        | 24,5    | 29,9 | 7,3 | Otros | Dif. | — | — | 2,2 | 5,4 |
| Verian            | 22–27 Ene 2025 | 31,1          | 21,9        | 16,5    | 18,8        | 9,7     | 0,3  | 0,3 | 1,4   | 9,2  |   |   |     |     |
| Elección anterior | 6 Abr 2021     | 36,6          | 29,5        | 12,0    | 9,1         | 6,9     | 2,4  | 1,4 | 0,0   | 7,1  |   |   |     |     |

1. ↑  Porcentajes con respecto a los votos totales. Votos de Qulleq 1,1%, votos blancos 0,76% y votos nulos 0,36%.
2. ↑  Porcentajes con respecto a los votos totales, esto es, considerando los votos válidos y los nulos.

## Resultados
El ganador de las elecciones fue el socioliberal, independentista y moderado Demokraatit, que triplicó su apoyo, logrando más de ocho mil votos que le otorgaron diez escaños, siete más que en las elecciones anteriores. En segundo lugar, Naleraq, que busca una rápida independencia, obtuvo ocho escaños gracias a más de siete mil votos, duplicando su resultado anterior. En cambio, el tercer y cuarto lugar fueron para los partidos gobernantes hasta la elección, el izquierdista Inuit Ataqatigiit y el socialdemócrata Siumut, que los hizo perder cinco y seis escaños, respectivamente. Entre los partidos menos votados, Atassut, el único partido unionista de la elección, mantuvo sus dos escaños, mientras el nuevo partido independentista Qulleq no logró representación al obtener un poco más de tres cientos votos.La participación en esta elección aumentó en cinco puntos porcentuales en comparación a la elección anterior.
|                                    |                                    |        |      |         |       |
| Partido                            | Partido                            | Votos  | %    | Escaños | +/–   |
|                                    | Demokraatit                        | 8.563  | 29,9 | 10      | 7     |
|                                    | Naleraq                            | 7.009  | 24,5 | 8       | 4     |
|                                    | Inuit Ataqatigiit                  | 6.119  | 21,4 | 7       | 5     |
|                                    | Siumut                             | 4.210  | 14,7 | 4       | 6     |
|                                    | Atassut                            | 2.092  | 7,3  | 2       | 0     |
|                                    | Qulleq                             | 305    | 1,1  | 0       | Nuevo |
|                                    |                                    |        |      |         |       |
| Votos válidos                      | Votos válidos                      | 28.298 | 98,9 |         |       |
| Votos inválidos/en blanco          | Votos inválidos/en blanco          | 322    | 1,1  |         |       |
| Total                              | Total                              | 28.620 | 100  | 31      | 0     |
| Votantes registrados/participación | Votantes registrados/participación | 40.369 | 70,9 |         |       |
| Fuente: Qinersineq                 |                                    |        |      |         |       |

### Resultados por municipalidades
| Municipalidad | Demokraatit | Naleraq | IA   | Siumut | Atassut | Qulleq |     |
| ------------- | ----------- | ------- | ---- | ------ | ------- | ------ | --- |
| Municipalidad | Avannaata   | 29,0    | 33,7 | 11,5   | 16,3    | 8,6    | 0,5 |
| Kujalleq      | 27,9        | 15,2    | 27,0 | 18,8   | 7,8     | 1,6    |     |
| Qeqertalik    | 25,4        | 31,5    | 19,4 | 13,6   | 7,9     | 1,2    |     |
| Qeqqata       | 26,4        | 30,1    | 16,8 | 15,2   | 8,2     | 2,3    |     |
| Sermersooq    | 33,5        | 18,5    | 26,9 | 13,0   | 6,1     | 0,6    |     |

## Consecuencias
El líder de Siumut, Erik Jensen, renunció su cargo tras perder casi la mitad de los votos en comparación a la última elección, en su reemplazo, la directiva del partido nombró a Vivian Motzfeldt.

## Formación de gobierno
El líder del partido ganador de las elecciones, Jens Frederik Nielsen, junto con mostrarse sorprendido por su victoria, manifestó que su partido, Demokraatit, estaba abierto a dialogar con el resto de los partidos y que se comunicaría con ellos para la formación de gobierno.Posteriormente, el 24 de marzo, el partido Naleraq, segunda fuerza del parlamento y defensor de una rápida independencia, quedó fuera de las negociaciones.El 28 de marzo se informó el éxito de las negociaciones entre los cuatro partidos restantes del Inatsisartut con la firma un documento de acuerdo de 20 páginas en el Centro Cultural Katuaq, donde el primer ministro sería Jens Frederik Nielsen. Los partidos firmantes, que sumaron el 75% de los votos, Demokraatit, Inuit Ataqatigiit, Siumut y Atassut acordaron medidas en ciertos temas relevantes como un avance hacia mayores niveles de autodeterminación, formación de un nuevo consejo independiente de pesca, inicio de construcción de aeropuertos, salud, política exterior y minería.
Durante los primeros días de abril, la primera ministra danesa, Mette Frederiksen, realizó una visita de tres días para reunirse con el primer ministro groenlandés entrante. Los nuevos parlamentarios asumieron el 7 de abril de 2025, donde se votó al nuevo primer ministro, Jens Frederik Nielsen, y el nuevo gobierno de coalición.